# Арасиро, Юкия
Юкия Арасиро (яп. 新城幸也, род. 22 сентября 1984 в Исигаки, Япония) — японский профессиональный шоссейный велогонщик. Чемпион Азии (2011) и двукратный чемпион Японии (2007, 2013) в групповой гонке. Участник летних Олимпийских игр 2012 года.

## Победы
2005
- Чемпионат Японии до 23 лет:
  -  Чемпион в индивидуальной гонке на время
  -  Чемпион в групповой гонке

2007
- Чемпион Японии в групповой гонке
- Тур Хоккайдо — этап 4 и 3-е место в общем зачёте
- Тур Японии — этап 7

2008
- Чемпионат Азии, индивидуальная гонка на время — 3-е место
- Тур Кумано — этап 2 и 3-е место в общем зачёте
- Тур Лимузена — этап 2 и 3-е место в общем зачёте
- Тур Окинавы — этапы 1, 2 и генеральная классификация

2011
- Чемпион Азии в групповой гонке
- Чемпионат Японии в групповой гонке — 2-е место

2012
- Тур Японии — этап 7 Тур Лимузена — генеральная классификация

2013
- Чемпион Японии в групповой гонке
- Тур Лимузена — 2-е место в общем зачёте

2016
- Тур Японии — этап 7
- Чемпионат Азии в групповой гонке — 2-е место

2018
- Тур Тайваня — 1-е место в общем зачёте

## Статистика выступлений наГранд Турах
| Гранд Тур | 2009 | 2010 | 2011 | 2012 | 2013 | 2014 | 2015 | 2016 | 2017 |
| --------- | ---- | ---- | ---- | ---- | ---- | ---- | ---- | ---- | ---- |
| Джиро     | -    | 93   | -    | -    | -    | 127  | -    | -    | -    |
| Тур       | 129  | 112  | -    | 84   | 99   | 65   | -    | 116  | 109  |
| Вуэльта   | -    | -    | -    | -    | -    | -    | 65   | 106  | -    |